# شونسوکه ناکاتاکه
شونسوکه ناکاتاکه (انگلیسی: Shunsuke Nakatake؛ زادهٔ ۱۹ ژوئن ۱۹۹۰) بازیکن فوتبال اهل ژاپن است.